# Юган Аксель Наннфельдт
Юган Аксель Наннфельдт (швед. John Axel Nannfeldt; 18 січня 1904 — 4 листопада 1985) — шведський ботанік та міколог.

## Життєпис
Юган Аксель Наннфельдт народився 18 січня 1904 року у місті Треллеборг. 
Наннфельдт навчався в Уппсальскому університеті, у 1932 році отримав ступінь доктора філософії. У 1939 році він став професором ботаніки Уппсальського університету, працював там до 1970 року. 
У 1955 році Юган Аксель Наннфельдт був обраний членом Шведської королівської академії наук. Наннфельдт був одним з авторів праці Fungi Exsiccati Suecici, praesertim Upsalienses, в якій описані різноманітні види грибів згідно зразків, які зберігаються у гербарії Уппсальського університету. 
Юган Аксель Наннфельдт помер 4 листопада 1985 року в Уппсалі. 

## Ботанічніепоніми[9]
- Nannfeldtia Petr., 1947
- Nannfeldtiella Eckblad, 1968 [syn.  Pseudombrophila Boud., 1885]
- Nannfeldtiomyces Vánky, 1981

## Окремі наукові праці
- Nannfeldt, J.A. (1932). Studien über die Morphologie und Systematik der nichlichenisierten inoperculaten Discomyceten. Nova Acta Regiae Societatis Scientiarum Upsaliensis Series 4 8 (1.2): 1-368.
- Melin, E.; Nannfeldt, J.A. (1934). Researches into the blueing of ground woodpulp. Svenska Skogsvårdsföreningens Tidskrift 3-4: 397-616.
- Nannfeldt, J.A. (1942). The Geoglossaceae of Sweden (with regard also to the surrounding countries). Arkiv för Botanik 30 (4): 1-67.
- Nannfeldt, J.A.; Du Rietz, G.E. (1945). Vilda Vaxter i Norden; Mossor, Lavar, Svampar, Alger. 443 pp., 212 col. pls.
- Nannfeldt, J.A.; Eriksson, J. (1952). On the genus Costantinella Matruchot (Hyphomycetes). Svensk Botanisk Tidskrift 46 (1): 109-128, 3 figs.
- Hylander, N.; Jørstad, I.; Nannfeldt, J.A. (1953). Enumeratio Uredinearum Scandinavicarum. Opera Bot. (Bot. Notiser Suppl.) 1 (1): 102 pp.
- Pilát, A.; Nannfeldt, J.A. (1955). Notulae and cognitionem, Hymenomycetum Lapponiae Toruensis (Sueciae). Friesia 5 (1): 6-38, 14 figs.
- Nannfeldt, J.A. (1972). Camarops Karst. (Sphaeriales – Boliniaceae) with special regard to its European species. Svensk Botanisk Tidskrift 66: 335-376.
- Nannfeldt, J.A. (1984, publ. 1985). Notes on Diplonaevia (Discomycetes inoperculati), with special regard to the species on Juncaceae. Nordic Journal of Botany 4 (6): 791-815.
- Nannfeldt, J.A. (1985). Pirottaea (Discomycetes inoperculati), a critical review. Symbolae Botanicae Upsalienses 25 (1): ii + 1-41.
- Nannfeldt, J.A. (1985, publ. 1986). Niptera, Trichobelonium und Belonopsis, drei noch zu erläuternde Gattungen der mollisioiden Discomyceten. Sydowia 38: 194-215.
- Nannfeldt, J.A. (1986). Russula – floran kring en grupp gästrikländska björkar. Svensk Botanisk Tidskrift 80 (5): 303-320.